# Вайзеборн, Якоб
Якоб Вайзеборн (нем. Jakob Weiseborn; 22 марта 1892, Франкфурт-на-Майне, Германская империя — 20 января 1939, Флоссенбюрг) — штурмбаннфюрер СС, комендант концлагеря Флоссенбюрг.

## Биография
Якоб Вайзеборн родился 22 марта 1892 года в крестьянской семье. После окончания средней школы в возрасте 16 лет добровольно поступил в императорские ВМС. В 1910 году был принят в 1-ю торпедную дивизию в Киле. Во время Первой мировой войны служил на Северном, Балтийском и Средиземном море и был повышен до звания оберфельдфебеля. В феврале 1920 года покинул флот, который был сокращён из-за условий Версальского договора. Вайзеборн, не получивший образования, попробовал себя в качестве представителя торговой кампании и охранника в тюрьме Киля.
Весной 1931 года был зачислен в ряды СС (№ 17063), а в ноябре 1931 года вступил в НСДАП (билет № 753119). В январе 1935 года был послан в охрану концлагеря Дахау. С апреля 1935 года был командиром охранной роты в концлагере Колумбия. Два месяца спустя Вайзеборн в качестве наказания был отправлен в концлагерь Эстервеген, так как один подчинённый неоднократно вынужден был брать на себя его обязанности, пока он был в состоянии алкогольного опьянения. В апреле 1936 года стал шуцхафтлагерфюрером в концлагере Дахау.
В ноябре 1936 года был переведён в лагерь Заксенхаузен, где занял пост шуцхафтлагерфюрера. На этой должности контролировал проведение переклички и зачастую лично исполнял наказания для заключённых за предполагаемые проступки. В ноябре 1936 года группа из семи заключенных бежала из ещё не достроенного лагеря, после чего Вайзеборн потребовал провести подчиненным ему блокфюрерам карательную акцию против остальных узников. Шесть из семи бежавших были схвачены и на глазах у всех в лагере повешены на столбах. В январе 1937 года выпустил приказ, согласно которому каждая попытка самоубийства будет караться 25 ударами палкой. 
В начале августа 1937 года был переведён в концлагерь Бухенвальд, где служил в качестве второго шуцхафтлагерфюрера. В июле 1938 года стал первым комендантам концлагеря Флоссенбюрг. По сообщениям заключённых, Вайзеборн приказывал им работать в каменоломне при невыносимых условиях и наказывал ударами палкой больных и раненых. 20 января 1939 года Вайзеборн скончался от сердечного приступа. По другим данным, он покончил жизнь самоубийством, из-за расследования по обвинению в присвоении имущества в лагере Бухенвальд.